# David G. Freeman
David Guthrie „Dave“ Freeman (* 6. September 1920 in Pasadena, Kalifornien; † 28. Juni 2001 in Rancho Santa Fe, Kalifornien) war ein US-amerikanischer Badmintonnationalspieler.

## Karriere
Freeman war der bedeutendste US-amerikanische Badmintonspieler in der Zeit vor und nach dem Zweiten Weltkrieg. 1949 stand er mit dem amerikanischen Team in der Thomas-Cup-Endrunde, unterlag jedoch im Halbfinale gegen den späteren Sieger Malaya. Die offen ausgetragenen US-Meisterschaften gewann er 15 Mal. Bei den All England stand er zweimal im Finale. 1948 siegte er bei den Denmark Open. 1956 wurde er in die US Badminton Hall of Fame aufgenommen. Nach ihm wurden die Dave Freeman Open benannt.

## Sportliche Erfolge
| Saison | Veranstaltung | Disziplin    | Platz | Name                                                                                         |
| ------ | ------------- | ------------ | ----- | -------------------------------------------------------------------------------------------- |
| 1939   | US Open       | Herreneinzel | 1     | David G. Freeman                                                                             |
| 1940   | US Open       | Mixed        | 1     | David G. Freeman / Sara Lee Williams                                                         |
| 1940   | US Open       | Herreneinzel | 1     | David G. Freeman                                                                             |
| 1940   | US Open       | Herrendoppel | 1     | David G. Freeman / Chester Goss                                                              |
| 1941   | US Open       | Mixed        | 1     | David G. Freeman / Sara Lee Williams                                                         |
| 1941   | US Open       | Herrendoppel | 1     | David G. Freeman / Chester Goss                                                              |
| 1941   | US Open       | Herreneinzel | 1     | David G. Freeman                                                                             |
| 1942   | US Open       | Herreneinzel | 1     | David G. Freeman                                                                             |
| 1942   | US Open       | Herrendoppel | 1     | David G. Freeman / Chester Goss                                                              |
| 1942   | US Open       | Mixed        | 1     | David G. Freeman / Sara Lee Williams                                                         |
| 1947   | US Open       | Herreneinzel | 1     | David G. Freeman                                                                             |
| 1947   | US Open       | Herrendoppel | 1     | David G. Freeman / Webster Kimball                                                           |
| 1948   | US Open       | Herrendoppel | 1     | David G. Freeman / Wynn Rogers                                                               |
| 1948   | Denmark Open  | Herreneinzel | 1     | David G. Freeman                                                                             |
| 1948   | US Open       | Herreneinzel | 1     | David G. Freeman                                                                             |
| 1949   | Thomas Cup    | Herrenteam   | 3     | USA (Dave Freeman, Wynn Rogers, Clinton Stephens, Bob Williams, Marten Mendez, Carl Loveday) |
| 1949   | All England   | Herrendoppel | 2     | David Freeman / Wynn Rogers                                                                  |
| 1949   | All England   | Herreneinzel | 1     | Dave G. Freemann                                                                             |
| 1953   | US Open       | Herreneinzel | 1     | David G. Freeman                                                                             |